# Björntjärnen (Alfta socken, Hälsingland)
Björntjärnen är en sjö i Ovanåkers kommun i Hälsingland och ingår i Testeboåns huvudavrinningsområde.